# Pseudostenophylax luthiel
Pseudostenophylax luthiel är en nattsländeart som beskrevs av Schmid 1991. Pseudostenophylax luthiel ingår i släktet Pseudostenophylax och familjen husmasknattsländor. Inga underarter finns listade i Catalogue of Life.